# Аутинг
А́утинг (англ. outing) — публичное разглашение информации о принадлежности человека к ЛГБТ-сообществу без его на то согласия. Понятие аутинга может использоваться в более широком смысле, как разглашение любой компрометирующей информации; так и в более узком, как разглашение принадлежности к ЛГБТ знаменитости, но не любого ЛГБТ-человека. Аутинг противоположен по смыслу каминг-ауту — добровольному раскрытию собственной сексуальной ориентации или трансгендерности.

## Последствия аутинга
Аутинг редко проходит безболезненно — иначе бы не существовало концепта аутинга как такового. 
Человека, подвергшегося аутингу, могут уволить с работы. Например, ныне не действующая политика «Не спрашивай, не говори» полагается на статус-кво, и человек, до этого защищённый нахождением «в шкафу», может пострадать от разглашения информации о его ориентации. Аутинг может стать причиной раздора в семье или спровоцировать ссору с друзьями. Раскрытие ориентации или трансгендерности может послужить причиной насилия на почве ненависти.
Если гомосексуальность криминализирована в некоторой стране или считается болезнью, то аутинг может навлечь на гея или лесбиянку насилие со стороны государства. Известными примерами являются Оскар Уайльд (был заключён в тюрьму) и Алан Тьюринг (был принуждён к гормональной терапии).
Часто ЛГБТ, опасаясь аутинга и его последствий, говорят о своей ориентации или трансгендерности самостоятельно. Их каминг-аут является вынужденным. Так поступила Лили Вачовски в 2016 году: 
Я понимала, что в какой-то момент мне придётся совершить публичный каминг-аут. Когда ты начинаешь вести открытую трансгендерную жизнь, это... трудно спрятать. Я просто хотела — я просто нуждалась в каком-то количестве времени, чтобы почувствовать себя комфортно. Но, по-видимому, такой возможности у меня нет.

Оригинальный текст (англ.)I knew at some point I would have to come out publicly. You know, when you’re living as an out transgender person, it’s … kind of difficult to hide. I just wanted – needed some time to get my head right, to feel comfortable. But apparently I don’t get to decide this.
Иногда о человеке, не принадлежащем к ЛГБТ-сообществу, могут распространять ложные сведения. Тогда он или она могут пострадать от «аутинга», даже будучи цисгендерными гетеросексуалами.

## Аутинг как средство политической борьбы
В самом ЛГБТ-сообществе аутинг является предметом споров. Многие гомосексуальные и трансгендерные люди считают аутинг неприемлемым в любых обстоятельствах. Другие же рассматривают его как необходимое средство борьбы со скрытыми гомосексуальными знаменитостями, которые имеют гомофобные взгляды или проводят антигомосексуальную политику — но не допускают аутинга любого гомосексуального или трансгендерного человека. Кто-то и вовсе настаивает, что аутинг каждого ЛГБТ-человека необходим, так как только благодаря секретности в гетеронормативном обществе сохраняется столь высокий уровень ненависти к гомосексуалам.
Этическая сторона аутинга активно обсуждалась в ЛГБТ-среде с конца прошлого века. Защитники аутинга как политического инструмента приводят различные аргументы в свою пользу. Так, они считают, что разглашение сведений о чужой ориентации или трансгендерности способствует детабуизации и в общем повышает терпимость к ЛГБТ. Причём аутинг может положительно воздействовать не только на гетеросексуальную, но и на гомосексуальную публику: молодые гомосексуалы, сталкивающиеся только с негативной репрезентацией, могут увидеть позитивный пример в знаменитых геях/лесбиянках и не так страдать от внутренней гомофобии.
Также, по мнению сторонников, аутинг справедлив по отношению к гомофобным политикам и лишает их возможности вредить гомосексуальным и трансгендерным людям. В качестве сторонника аутинга в 80-х годах выступала организация ACT UP с лозунгом SILENCE=DEATH (МОЛЧАНИЕ=СМЕРТЬ).
К тому же, — говорят сторонники аутинга, — если гомосексуальность не является более аморальной, чем гетеросексуальность, почему её нужно скрывать? Различные виды сексуальной ориентации равнозначны, и разглашение информации о них тоже должно считаться равнозначным. 
Соответственно, противники аутинга (в некоторых случаях или вообще), обосновывая его недопустимость, апеллируют к праву каждого человека на тайну личной жизни. По их мнению, раскрытие чужих гомосексуальных контактов может повредить психологическому состоянию человека, который не принял себя как гомосексуала. К тому же, как они утверждают, аутинг не решает проблем ЛГБТ, он лишь служит спектаклем для СМИ. 
Если же говорить не о позиции гомофильного движения, а рассуждать с точки зрения гомофоба, то аутинг может использоваться наравне с публикацией компрометирующих сведений — то есть как один из способов очернения оппонента.

## Известные примеры аутинга
Первым из наиболее известных общественных скандалов с принудительным разглашением информации о гомосексуальности может считаться дело Хардена-Ойленбурга в 1907—1909 годах. Журналисты, представлявшие левую оппозицию по отношению к политике кайзера Вильгельма II, предали огласке информацию о гомосексуальности некоторых известных членов правительственного кабинета и его ближайшего окружения, подразумевая и самого кайзера. Процесс начался с обвинения Максимилианом Гарденом принца Эйленбурга, аристократа и дипломата. Активность Гардена сподвигла последовать его примеру других журналистов, в том числе Адольфа Бранда (Adolf Brand), основателя гей-журнала «Der Eigene». К аутингу можно отнести также и дело Фрича — Бломберга.
Другим известным примером аутинга можно считать случай Оливера Сиппла, который спас президента Джеральда Форда во время покушения. Его ориентацию раскрыл открытый политик-гей Харви Милк, на тот момент (1975 год) один из первых политиков, открыто заявлявший о своей ориентации (Впрочем, роль Милка в этом деле остаётся до конца не выясненной). Аутинг был совершён с целью помочь ЛГБТ-сообществу, доказать, что среди ЛГБТ есть смелые личности; сам Сиппл из-за обнародованных сведений о своей ориентации поссорился с семьёй и подвергся значительному стрессу.
Аутинг главы Ассоциации евангелистов США Тед Хаггард может рассматриваться как аутинг с целью лишить гомофоба влияния в его сообществе. Хаггард, активно выступавший за недопущение однополых браков, ушёл в отставку в конце 2006 года из-за обвинений в гомосексуальных контактах. Отрицая сексуальную связь с сотрудником службы эскорта Майком Джонсом, продолжавшуюся в течение трёх лет, Хаггард продолжал утверждать, что всегда оставался верен своей жене. Со своей стороны Майк Джонс заявил, что пастор, кроме занятий однополым сексом, несколько раз также принимал наркотики. «Люди могут смотреть на меня и обвинять в безнравственности, — сказал Джонс. — Но я думаю, что должен был сделать и кое-что „моральное“, а именно выставить того, кто проповедует одно, а делает совсем другое за спиной у всех». Позднее Тэд Хаггард признался, что обвинения Майка Джонса справедливы, и публично покаялся.
Как уже говорилось, аутинг иногда сопровождается публикацией других компрометирующих сведений. Таким был случай крайне правого австрийского политика, лидера Партии свободы Йорг Хайдер, известного своими симпатиями к нацистам. Он подвергся аутингу весной 2000 года, когда австрийская и немецкая пресса распространила сведения о его гомосексуальных контактах. В частности, пресса сообщала, что Хайдер имеет регулярные интимные отношения с юношами, чей возраст даже ниже порога согласия (на тот момент возраст согласия для гомосексуальных контактов в Австрии составлял 18 лет — см. Права ЛГБТ в Австрии), и с этой целью часто бывает в Словакии, где возраст согласия — 15 лет. 

## Законодательство
Аутинг может быть расценен как нарушение права на неприкосновенность частной жизни, а распространение ложной информации о гомосексуальности может трактоваться как диффамация или клевета и подвергаться уголовному преследованию в некоторых странах. Известны случаи публичных судебных разбирательств по обвинениям в клевете или вмешательстве в личную жизнь в связи с распространением информации о гомосексуальности.
Например, глава британской энергетической компании BP 59-летний лорд Джон Браун (John Browne) был вынужден подать в отставку в мае 2007 года после того, как 27-летний канадец Джефф Шевалье (Jeff Chevalier), в течение четырёх лет состоявший с Брауном в близких отношениях, решил предать их публичной огласке. В результате предшествовавшего публикации судебного разбирательства о вмешательстве в личную жизнь, инициированного со стороны Брауна, суд пришёл к выводу, что действия Шевалье не противоречат закону. 
В США аутинг со стороны школьных должностных лиц является подсудным.